# Большая Нахаловка (Новосибирск)
Большая Нахаловка — историческое место в Железнодорожном и Заельцовском районах Новосибирска, возникшее в результате самовольного заселения в конце XIX века.

## Расположение
Большая Нахаловка расположена в Железнодорожном и (частично) Заельцовском районах Новосибирска. С западной стороны её территорию ограничивает река Обь, с северной — долина 1-й Ельцовки, с восточной — Владимировская улица.

## Улицы
На территории Большой Нахаловки пролегают улицы Саратовская, Ногина, Оренбургская, Сургутская, 2-я Владимировская, Моцарта и т. д.

## История
Большая Нахаловка возникла на территории современного Новосибирска в 1898—1900 годы в результате самовольной постройки жилья вдоль побережья Оби на земле Кабинета Его Императорского Величества. Первое время в этом месте селились бедные люди, приехавшие сюда в поисках работы на железной дороге. Но в скором времени здесь стали появляться различные «притоны» и «малиновки», место становилось криминальным. Полицейские и пожарные безрезультатно пытались бороться с незаконным строительством жилья, разрушали дома и печи, однако самовольные постройки вновь возникали.
В 1912 году уральский предприниматель В. П. Злоказов на улице Нобеля (совр. улица Ногина) приобрёл участок рядом с «Нефтяным товариществом братьев Нобель» и построил Винокуренный завод № 7, однако развитию завода помешал объявленный в августе 1914 года «сухой закон», позднее предприятию помешал «сухой закон», который объявили при советской власти, из-за чего спирт на заводе производился лишь для «технических» нужд и в небольшом количестве. Только в 1926 году для его производственной деятельности появились нормальные условия, тогда завод помимо своих помещений занял также и помещения, принадлежавшие «Нефтяному товариществу братьев Нобель».
После Октябрьской революции вопрос о незаконности построек на территории Нахаловки был снят, так как большевики считали своей опорой бедные слои населения.
Период 1920—1930 годов был для этой территории экономически благополучным, в Нахаловке и возле неё возникает сеть объединённых железнодорожной ветвью взаимосвязанных предприятий: расположенные здесь хромовый и кожный заводы перерабатывали кожу животных, которую доставляли при помощи вагонеток с находящегося рядом мясокомбината. Жители Нахаловки работали на этих предприятиях: на нефтебазе, сухарном, масло- и спиртзаводах. Население трущоб держало в хозяйстве птиц, коров, свиней, которых кормили отходами спиртзавода (т. н. барда).

Нахаловка являла собой странную смесь из черт нарождающегося индустриального города и уклада сельской, патриархальной жизни, которую перенесли сюда переселенцы из сел и деревень. Можете мне не верить, но в тридцатые годы на наших улицах еще водили хороводы взрослые девушки и парни. Любимым музыкальным инструментом оставалась балалайка, на которой умели играть многие парни. В выходные и по вечерам молодежь группировалась возле музыкантов, пела песни. В традиции были и народные игры: бить-бежать или лапта. Преувлекательная игра. Начинали ее обычно мы, пацаны, потом к нам присоединялись ребята постарше, а потом и вовсе взрослые. Азарт охватывал настолько, что расходились по домам, когда солнышко закатывалось за горизонт.— Воспоминания Алексея Тростонецого из книги «Мой Новосибирск».
После Великой Отечественной войны жизнь в районе трущоб пришла в упадок, здесь стали селиться бывшие заключённые и беглые преступники, которые самовольно застраивали земельные участки, преступность на территории Нахаловки вновь резко увеличилась.

## Организации
- Школа-интернат № 37 — образовательное учреждение для глухих и слабослышащих детей, расположенное на Саратовской улице. Здание школы было построено в 1938 году. С 1951 года здесь живут и проходят обучение дети с различными нарушениями слуха. С 2018 года школа-интернат переехала в новое здание по адресу ул. Прибрежная, 2.

- Дорожная клиническая больница — медицинское учреждение, построенное на месте бывшего переселенческого пункта.

## Известные жители
- Николай Васильевич Никитин (1907—1973) — советский архитектор и учёный в области строительных конструкций, лауреат Ленинской премии, один из создателей Останкинской телебашни. В 1919 году семья будущего архитектора переехала из Ишима в Новониколаевск и поселилась в Большой Нахаловке.
- Радий Анатольевич Шмаков (17 января 1931 года) — инженер-конструктор, кораблестроитель, главный конструктор атомных подводных лодок I и II поколений, лауреат Государственной премии СССР и премии Правительства Российской Федерации в области науки и техники.
- Сталь Анатольевич Шмаков (17 января 1931 года) — учёный-филолог, профессор, академик, заслуженный учитель России, доктор педагогических наук, брат-близнец Радия Шмакова. Братья родились в Большой Нахаловке на Мазутной улице (сейчас — Сургутская).